# Auguste Perret
Auguste Perret   (Ixelles, 12 de febrer de 1874 - París, 25 de febrer de 1954) va ser un arquitecte francès i pioner de l'ús arquitectònic del formigó armat. Les seves obres principals inclouen el Théâtre des Champs-Élysées, el primer edifici Art déco de París; l’església de Notre-Dame du Raincy (1922–23); el Mobilier National de París (1937); i l'edifici del Consell Econòmic, Social i Ambiental francès a París (1937–39). Després de la Segona Guerra Mundial va dissenyar un grup d'edificis al centre de la ciutat portuària de Le Havre, inclosa l'església de Sant Josep, Le Havre, per substituir els edificis destruïts pels bombardejos durant la Segona Guerra Mundial. La seva reconstrucció de la ciutat és avui Patrimoni de la Humanitat per la seva excepcional planificació urbana i arquitectura.

## 1874–1912
Auguste Perret va néixer a Ixelles, Bèlgica, on el seu pare, picapedrer, s'havia refugiat després de la Comuna de París. Va rebre la seva educació inicial en arquitectura en l'empresa familiar. Va ser acceptat en el curs d'arquitectura de l'Escola de Belles arts de París, juntament amb els seus dos germans, Gustave (1876-1952) i Claude (1880-1960), on va estudiar amb Julien Guadet, un neoclassicista de Beaux Arts que havia col·laborat amb Charles Garnier en la construcció de l'Òpera de París. Més enllà del racionalisme neoclàssic que va aprendre de Gaudet, l'interès particular de Perret va ser l'estructura dels edificis i l'ús de nous materials, com el formigó. Encara que va ser considerat un estudiant brillant, va abandonar l'escola sense obtenir un diploma i va anar a treballar per a l'empresa familiar.
Perret va començar immediatament a experimentar amb el formigó. El seu primer projecte important va ser un edifici d'apartaments en el carrer Franklin a París (1903), on l'estructura de formigó, en lloc de quedar oculta, era clarament visible i formava part del disseny exterior. Va fer un experiment encara més radical amb la construcció d'un garatge en el carrer de Ponthieu (1906) (ara destruït) amb una estructura cúbica simplificada expressant l'interior, grans safates de finestres i una falta de decoració, que s'assemblava a l'estil internacional posterior.

## 1913–1939

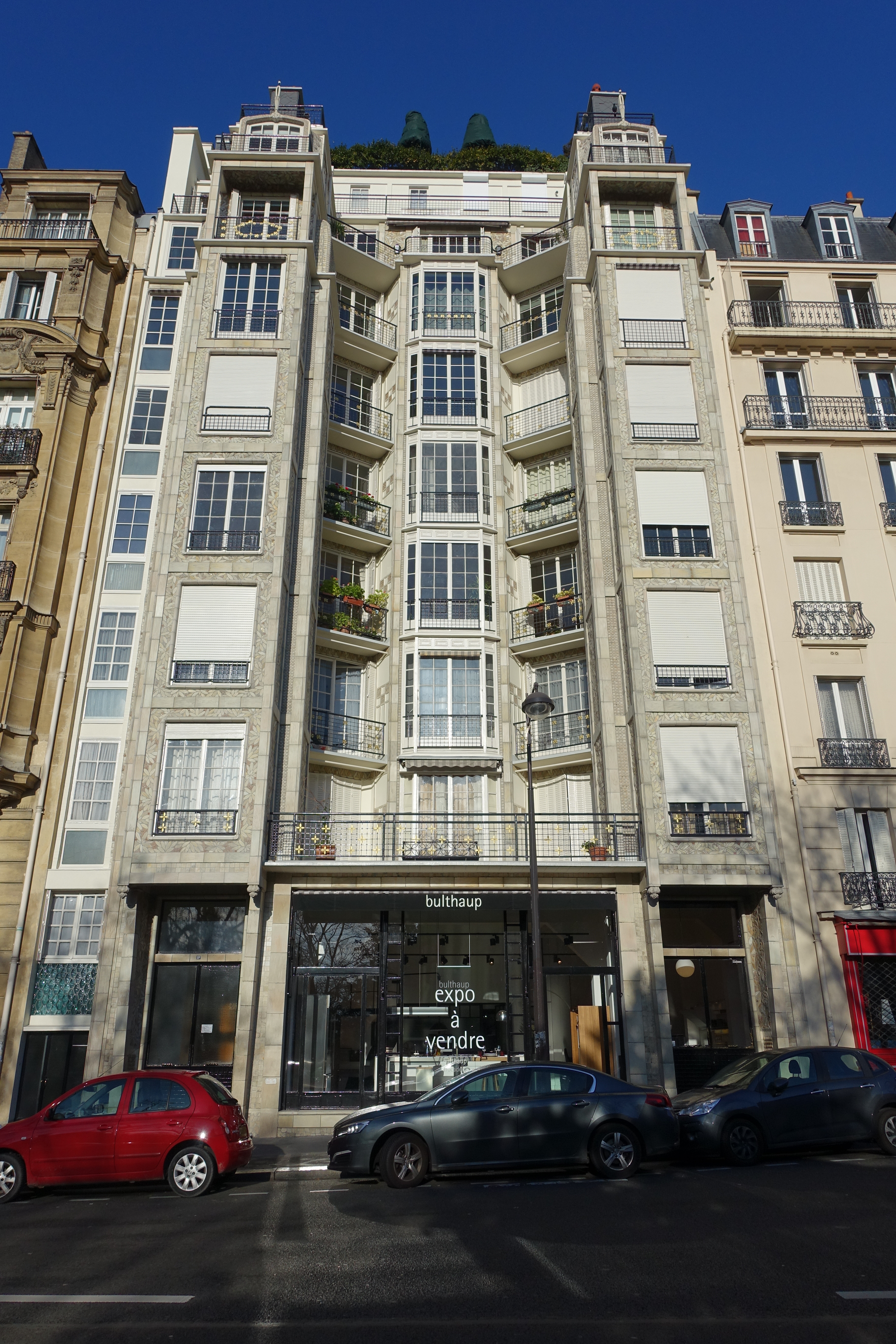
Edifici d'apartaments de formigó en 25 rue Benjamin Franklin, París (1903)
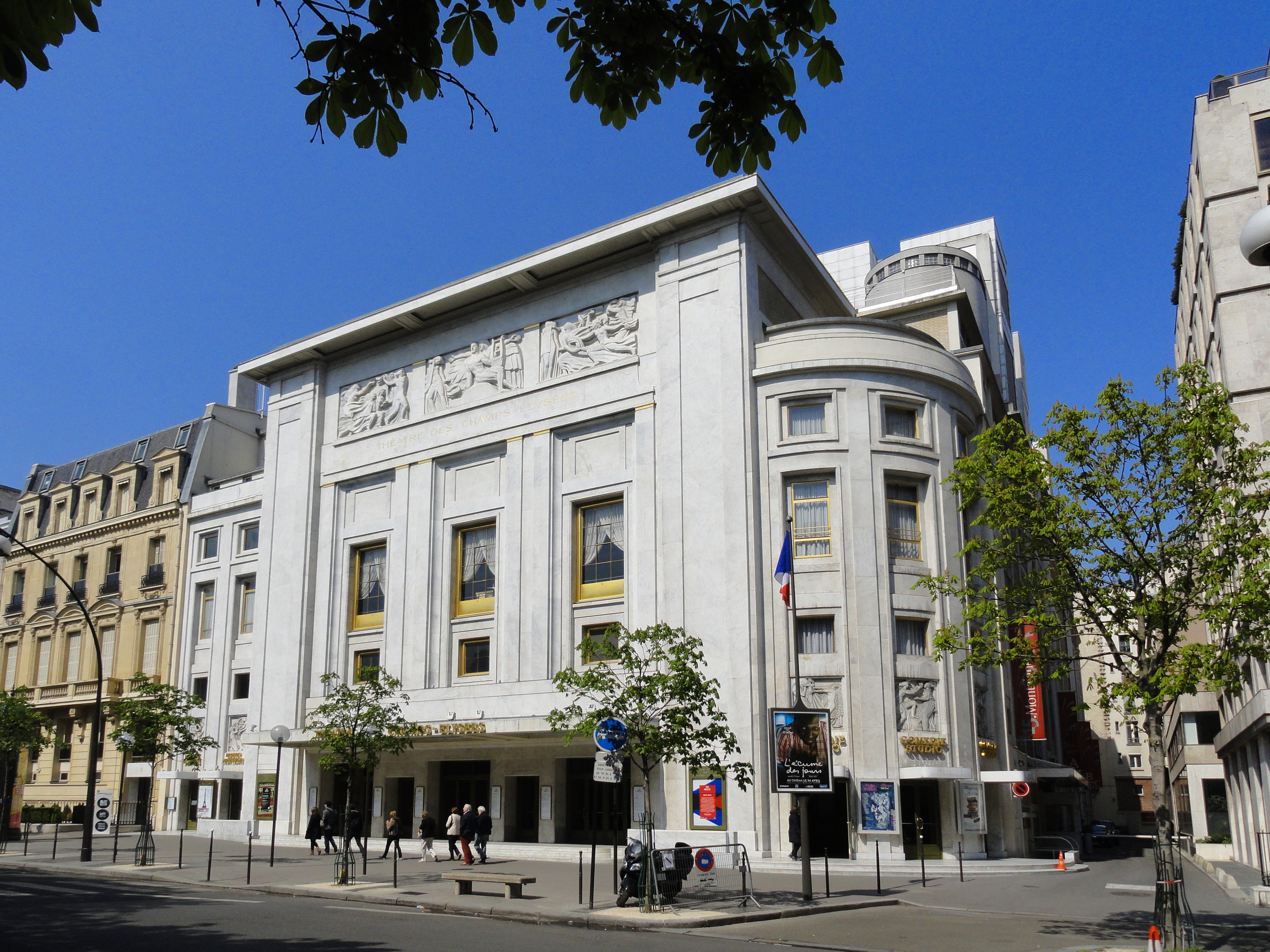
Théâtre des Champs-Élysées, París (1913)
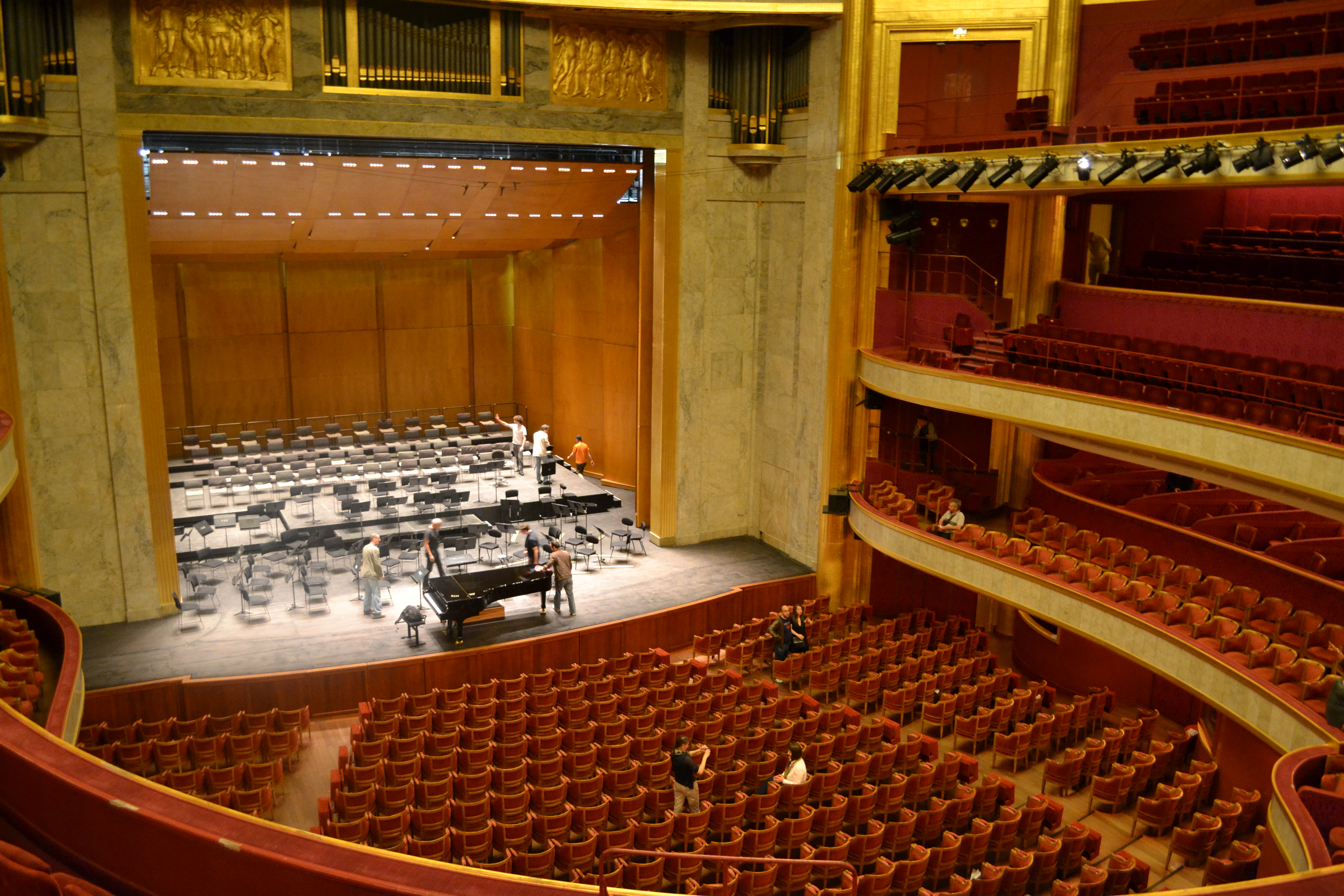
Interior del Théâtre des Champs-Élysées (1913)
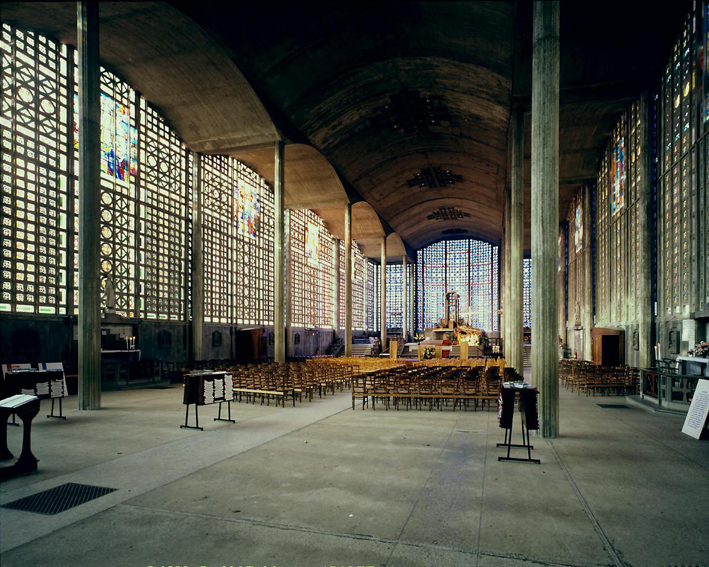
Interior de l'esglésis de Notre-Dame du Raincy (1922–23)
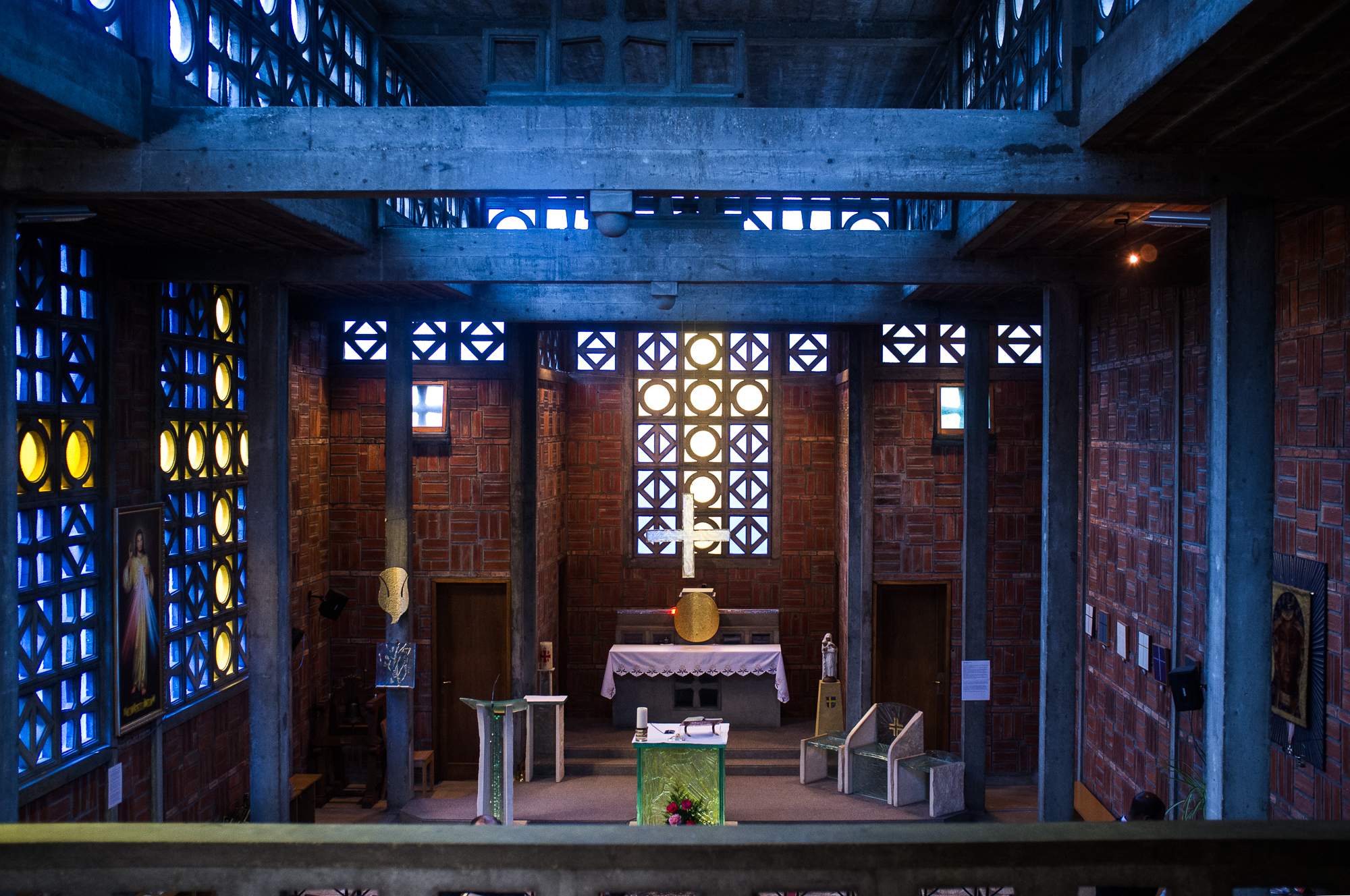
La capella de la Immaculada Concepció a Arcueil (1930)
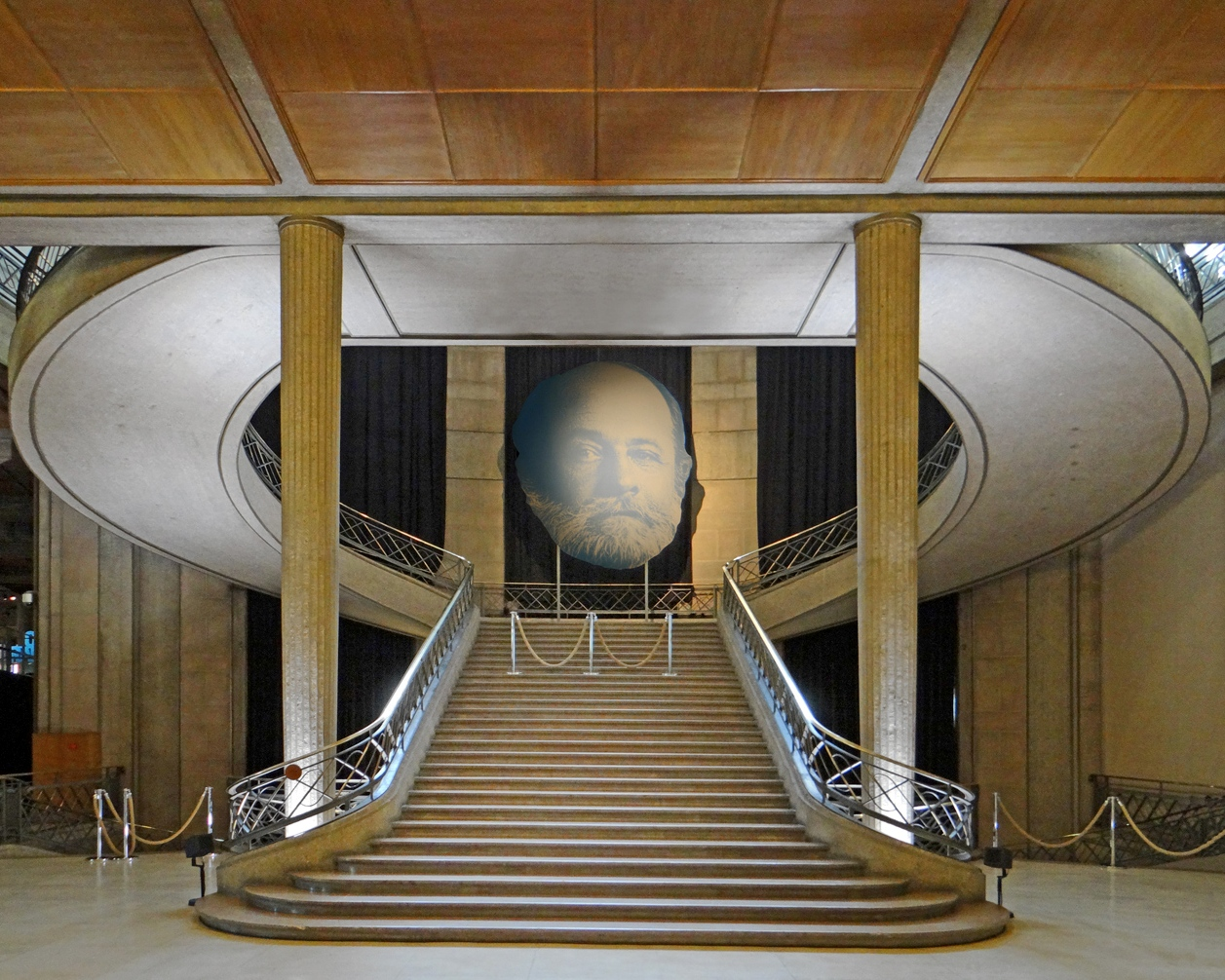
Grand stairway of the Conseil économique, social et environnemental, Paris (1937)

El seu edifici més famós va ser el Théâtre des Champs-Élysées, un projecte que va prendre el relleu de l'arquitecte modernista Henry van de Velde. La façana era simple i estava decorada només amb un relleu escultural d'Antoine Bourdelle. La cantonada de l'edifici va ser llisa i arrodonida, anticipant-se a l'estil Streamline Moderne tres dècades després. Gràcies a l'ús de pilars de formigó, el vestíbul interior i el mateix teatre eren vastos i oberts, sense obstacles per les columnes. La decoració interior va incloure obres dels artistes modernistes del moment; una cúpula de Maurice Denis, pintures d'Édouard Vuillard i Jacqueline Marval, i una cortina d'escenari de Ker-Xavier Roussel.
En les seves obres posteriors, Perret va usar el formigó de maneres imaginatives per a aconseguir les funcions dels seus edificis, preservant l'harmonia clàssica, la simetria i les proporcions. Les seves principals obres inclouen la construcció del Consell Econòmic, Social i Ambiental de França, construït originalment per al Museu d'Obres Públiques de l'Exposició de París de 1937; i el Mobilier Nationale, el taller de mobles del govern nacional a París. També va crear edificis industrials innovadors, incloent-hi un magatzem a Casablanca cobert amb un vel de formigó (1915); la Torre Perret, la primera torre de formigó per a l'Exposició Internacional d'Energia Hidroelèctrica i Turisme de Grenoble (1925), per a demostrar la seva "Orde del Formigó"; i l'església de Notre Dame du Raincy (1922-23), on les columnes interiors es van deixar sense decoració. Va experimentar amb formes de formigó per a aconseguir la millor acústica per a la sala de concerts de l'École Normale de Musique de Paris a París. (1929)

## 1945–1954
El 1952 va completar la construcció del Centre de Recerca Nuclear Saclay en el suburbi d'Essonne a París. Va descriure aquest campus com un "petit Versalles per a la recerca nuclear". La majoria dels primers reactors nuclears de França es van construir dins del lloc.
Altres seus grans projectes de postguerra van incloure la reconstrucció del centre del port de Le Havre, que havia estat gairebé totalment destruït durant la guerra. El seu primer pla va ser rebutjat per massa ambiciós, però es van seguir els seus plans modificats. També va participar en la reconstrucció del port de Marsella i d'Amiens després de la guerra.
El seu últim treball important, acabat després de la seva mort, va ser l'Església de Sant Josep, de Le Havre, (1951–58) la característica més prominent de la qual és la seva torre, com un far, de 107 metres d'altura, i visible des del mar.

## Final de la vida, honors i llegat

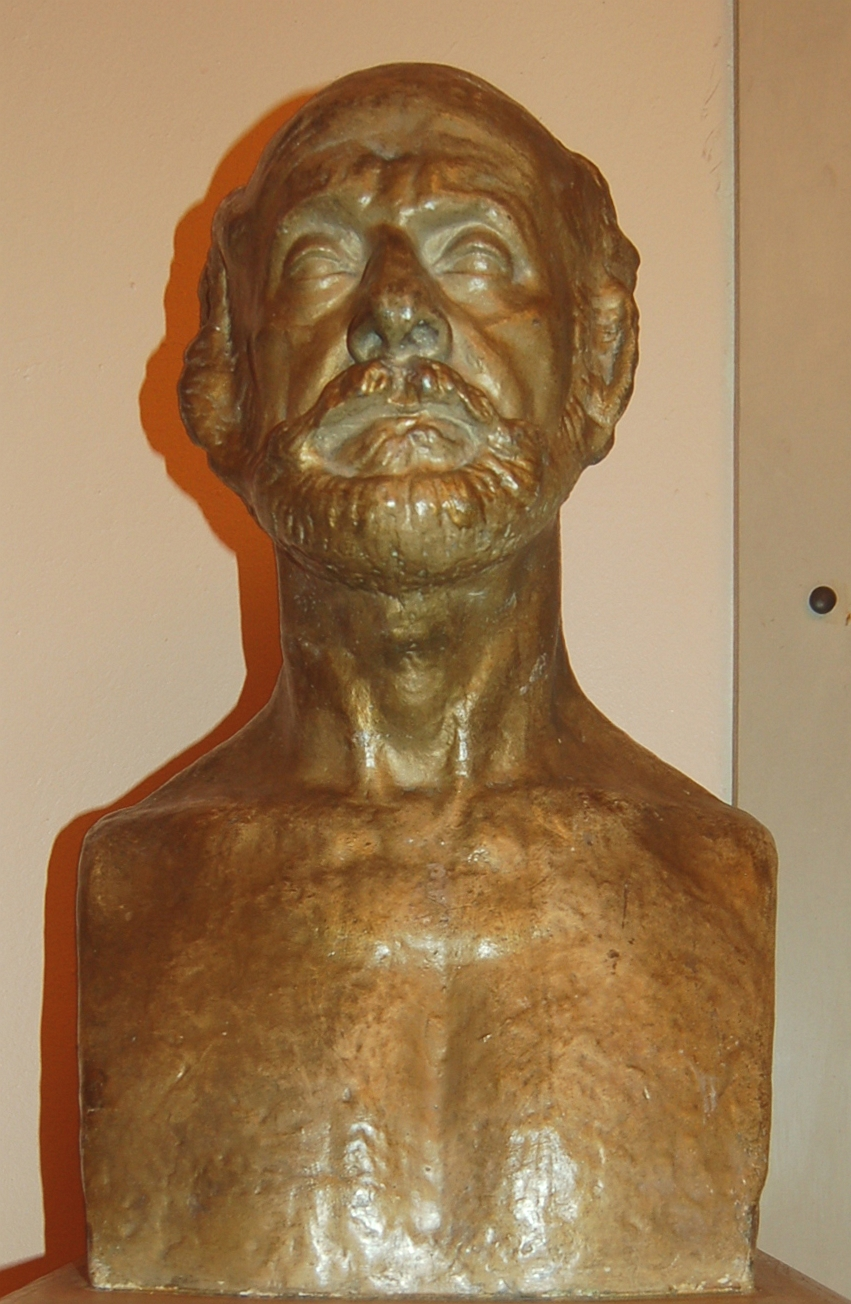
Bust d'Auguste Perret a París

Entre els molts joves arquitectes que van treballar en l'oficina de Perret de 1908 a 1910 hi ha Charles Édouard Jeanneret-Gris, qui més tard es va conèixer com a Le Corbusier; va ser la seva primera experiència en una signatura arquitectònica.
Des de 1940 Perret va ensenyar en l'École des Beaux-Arts. Va guanyar la Medalla d'Or Real el 1948 i la Medalla d'Or de l'AIA el 1952. El seu treball també va ser part de l'esdeveniment d'arquitectura en el concurs d'art en les Olimpíades d'Estiu de 1948.
Perret també va fer de jurat amb Florence Meyer Blumenthal en la concessió del Prix Blumenthal, una subvenció concedida entre 1919 i 1954 a joves pintors, escultors, decoradors, gravadors, escriptors i músics francesos.
El 1998, la Torre Perret de Grenoble va ser declarada patrimoni nacional per França.
El 2005, la seva reconstrucció de Le Havre va ser declarada Patrimoni de la Humanitat per la UNESCO.

## Llista d'obres principals
- Rue Franklin apartaments, París, 1902–1904
- Garatge Ponthieu, París, 1907
- Théâtre des Champs-Élysées, París, 1913
- Catedral de Formigó en Le Raincy, França, església Notre-Dame du Raincy, 1923, amb una obra de cristall de pedra de Marguerite Huré
- Torre de Perret, Grenoble, 1925
- Chana Orloff, 7 bis vila Seurat, París, 1926.
- Sala de concerts de l'École Normale de Musique de Paris, 1929
- Hôtel Sant Georges, Beirut, Líban 1932[6][7]
- Immeuble Lange, 9 plaça de la Porte-de-Passy, París (1929-1932)
- Serveis Tècnics de Construccions Navals, 8 boulevard du General -Martens -Valin (15 arron.) París, 1929–1932; un exemple de marc de columnes de formigó exposades.
- Edifici, rue Raynouard 51-55 (16a.) París, (1932), on Perret tenia les seves oficines
- Palais Iéna, París, 1937, construït originalment com el Museu d'Obres Públiques per a l'Exposició de París de 1937, ara seu del Consell Econòmic, Social i Ambiental de França
- Extensions a l'École nationale supérieure des Beaux-Arts, París, 1945
- Ajuntament, Església de San José i reconstrucció de la ciutat francesa de Le Havre després que més de 80.000 habitants d'aquesta ciutat van quedar sense llar després de la Segona Guerra Mundial, 1949–1956
- Gare d'Amiens, 1955
- Vila Aghion, a Alexandria (intent parcial de destruir-la, 28 d'agost de 2009. Destruída completament el 21 de gener de 2016)